# نامیکی گوهی
نامیکی گوهی (به ژاپنی: 並木五瓶‎) ممکن است در معانی زیر به کار رود:
- نامیکی گوهی اول (۱۷۴۷ – ۱۸۰۸)، نویسنده، نمایشنامه‌نویس، و بازیگر تئاتر در دوره ادو اهل اوساکا در ژاپن بود. او بیش از ۱۰۰ نمایشنامه نوشته‌است.
- نامیکی گوهی دوم (۱۷۶۸–۱۸۱۹)، نویسنده کابوکی
- نامیکی گوهی سوم (۱۷۸۹–۱۸۵۵)، نویسنده کابوکی که بیشتر به عنوان نویسنده کانجینچو شناخته می‌شود.
- نامیکی گوهی چهارم (۱۸۲۹–۱۹۰۱)، نویسنده کابوکی